# Tepehuane
Tepehuane (Tepehuan).- /Prema lokaciji nastalo od Nahuatl tepetl, "mountain," i huan, "at the junction of"/ Plemena Indijanaca porodice Juto-astečki (jezična porodica), grane Piman. U pre-hispansko doba naseljavali su područje današnjeg Jalisca, Nayarita, Duranga i Chihuahue. Njihov teritorij postupno su prisvajali Španjolci i domorodačke migracije iz središnjeg Meksika. Nakon njihovog ustanka (1616.1619) Tepehuane kreću prema skrovitim mjestima na Sierra Madri. Tepehuane danas, preko 25,000 žive u južnpj Chihuahui i jugoistočnom Durangu. Prije se njihov jezik govorio i u gradovima Tepec, Mezquitic i Colotlan u Jaliscu. 

## Plemena
- Tepecano
- Tepehuane del Norte.
- Tepehuane del Sur.

## Život i običaji
Tepehuane se dijele na 3 glavne grupe, to su: Tepehuane del Norte, Tepehuane del Sur i Tepecano. Njima bi možda trebalo pribrojati i nestala plemena Teul, Colotlan i Vigitega Indijanaca. 
Tepehuane su agrikulturan narod nastanjen u na teškom planinskom terenu gdje se bave uzgojem kukuruza i graha na malenim česticama. Kod Sjevernih Tepehuana Indijanci drže također i nešto purica, kokoši i koza prvenstveno radi prehrane, a bave se i sakupljanjem divljih plodova. Južni Tepehuane uzgajivači su koza i hrane se kozjim mesom te proizvode kozji sir. Naselja Tepehuana su često raštrkana, kuće su kod Sjevernih drvene, a kod Južnih Tepehuana, kamene ili od ćerpiča. Kod Sjeverne grupe Tepehuana žene se bave i tkanjem pokrivača. Odjeća je bijele boje, rađena od pamuka, sastoji se od žaketa i hlača, tipično se meksičke seljake. Ženska odjeća sastoji se od domaće-izrađenih haljina i bluza, ali ih više ne proizvode na tradicionalni način. I Južni i Sjeverni Tepehuane su rimokatolici ali u svojoj religiji imaju dosta primjesa starih domorodački elemenata.

## Vanjske poveznice
- Tepehuan